# Maclystria planicosta
Maclystria planicosta är en insektsart som först beskrevs av Sjöstedt 1920.  Maclystria planicosta ingår i släktet Maclystria och familjen gräshoppor. Inga underarter finns listade i Catalogue of Life.